# 亞歷山大·W·馮·戈特
亞歷山大·威廉·戈特（德語：Alexander Wilhelm Götte，1840年12月31日—1922年2月5日），又稱亞歷山大·W·馮·戈特（德語：Alexander W. von Götte），是一名德國動物學家。他因研究各種動物的生物發育而被世人所銘記。

他曾在塔爾圖大學主修醫學，1866年在圖賓根大學獲得博士學位。1872年，他開始在斯特拉斯堡大學動物學研究所擔任愛德華·奧斯卡·施密特的助手，1877年成為副教授。1882年至1886年，他擔任羅斯托克大學動物研究所所長，之後回到斯特拉斯堡大學任教至1918年。
戈特接受演化論，但對查爾斯·達爾文和恩斯特·海克爾的觀點持批判態度。他反對自然選擇，主張透過規律定向演化。